# Amtsbezirk Oberhasli
Der Amtsbezirk Oberhasli war bis zum 31. Dezember 2009 eine Verwaltungseinheit mit Hauptort Meiringen im Schweizer Kanton Bern. Der Amtsbezirk umfasste sechs Gemeinden mit 7771 Einwohnern (Stand 31. Dezember 2008) auf 551,37 km², dem Gebiet von Haslital und Hasliberg.

## Gemeinden
| Name der Gemeinde | Einwohner (31. Dez. 2008) | Fläche in km² | Einwohner pro km² |
| ----------------- | ------------------------- | ------------- | ----------------- |
| Gadmen            | 248                       | 116,41        | 2                 |
| Guttannen         | 313                       | 200,85        | 2                 |
| Hasliberg         | 1237                      | 41,74         | 30                |
| Innertkirchen     | 875                       | 120,20        | 7                 |
| Meiringen         | 4489                      | 40,63         | 110               |
| Schattenhalb      | 609                       | 31,54         | 19                |
| Total (6)         | 7771                      | 551,37        | 14                |

## Veränderungen im Gemeindebestand

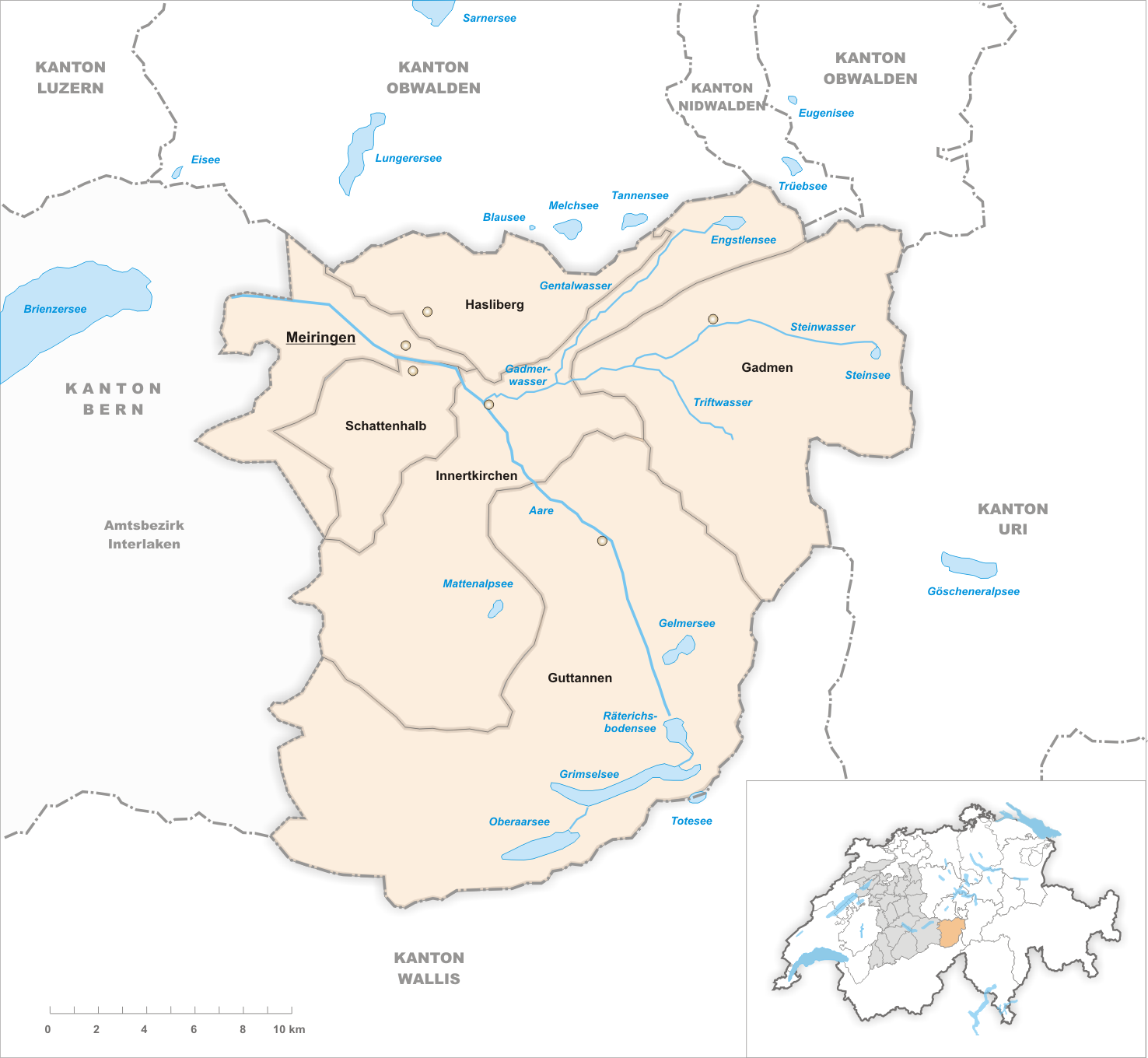
Gemeinden bis 2009

- 2010: Bezirkswechsel aller 6 Gemeinden vom Amtsbezirk Oberhasli → Verwaltungskreis Interlaken-Oberhasli